# Літсметса
Літсметса (ест. Litsmetsa, виро Litsmõtsa) — село в Естонії, входить до складу волості Антсла, повіту Вирумаа.